# Benzoin laureola
Benzoin laureola là loài thực vật có hoa trong họ Nguyệt quế. Loài này được (Collett & Hemsl.) Chun miêu tả khoa học đầu tiên năm 1927.